# Малінін Михайло Іванович
Михайло Іванович Малінін (1845—1885) — юрист, професор цивільного судоустрою і судочинства Новоросійського університету.

## Біографія
Михайло Малінін народився 1847 року у місті Серпухов Московської губернії в родині бідного священника. Середню освіту отримав у Московській духовній семінарії, як найкращий учень був рекомендований до Київської духовної академії. 1866 року вступив на юридичний факультет Новоросійського університету, на якому був одним із найкращих учнів. По закінченню університет у 1870 році, його залишили для здобуття професорського звання на кафедрі цивільного судочинства та судоустрою. 2 жовтня 1873 року захистив дисертацію на тему «Убежьдение судьи в гражданском процессе», отримав ступінь магістра цивільного права та був обраний доцентом юридичного факультету. У 1874—1876 роках за направленням з Новоросійського університету працював у галузі цивільного права у Мюнхені та Парижі. Після повернення читав лекції на кафедрі цивільного права.
1877 року М. І. Малінін захистив дисертацію на здобуття вченого ступеня доктора цивільного права на тему «Судебное признание в гражьданских делах». 28 квітня 1877 був обраний екстраординарним професором, а 17 листопада 1877 — ординарним професором цивільного судочинства. Цього ж року був обраний секретарем юридичного факультету. У 1878 році його разом з професорами О. С. Трачевським і П. П. Цитовичем обрали суддею університетського суду.
У 1879 року було відкрите Юридичне товариство при Новоросійському університеті, одним із ініціаторів створення якого був професор М. І. Малінін. Головою Юридичного товариства обрали Ф. І. Леонтовича, секретарем — М. І. Малініна
1882 року був обраний на посаду декана юридичного факультету. Професор Михайло Малінін користувався повагою і любов'ю співробітників та учнів. Його лекції відрізнялися великою змістовністю і сильно цікавили слухачів. Завдяки цим якостям М. І. Малінін став одним із найвідоміших професорів в університеті.
Помер від дифтериту 9 грудня 1885 року.

## Його праці
- Убеждение судьи в гражданском процессе" (магистерская диссертация, «Зап. Имп. нов. ун.», т. X),
- «Судебное признание в гражданских делах» (докторская диссерт., ibid., т. XXII),
- «Теория гражданского процесса» (ibid., XXXI и XXXII),
- «К вопросу об основных принципах гражданского права и гражданского уложения» (ibid., т. XXXIV).